# بوسکو کیسانووا
بوسکو کیسانووا (به ایتالیایی: Bosco Chiesanuova) یک کومونه در ایتالیا است که در استان ورونا واقع شده‌است.

## خصوصیات
بوسکو کیسانووا ۶۴٫۶ کیلومترمربع مساحت و ۳٬۳۸۶ نفر جمعیت دارد و ۱٬۱۰۶ متر بالاتر از سطح دریا واقع شده‌است.

## نگارخانه

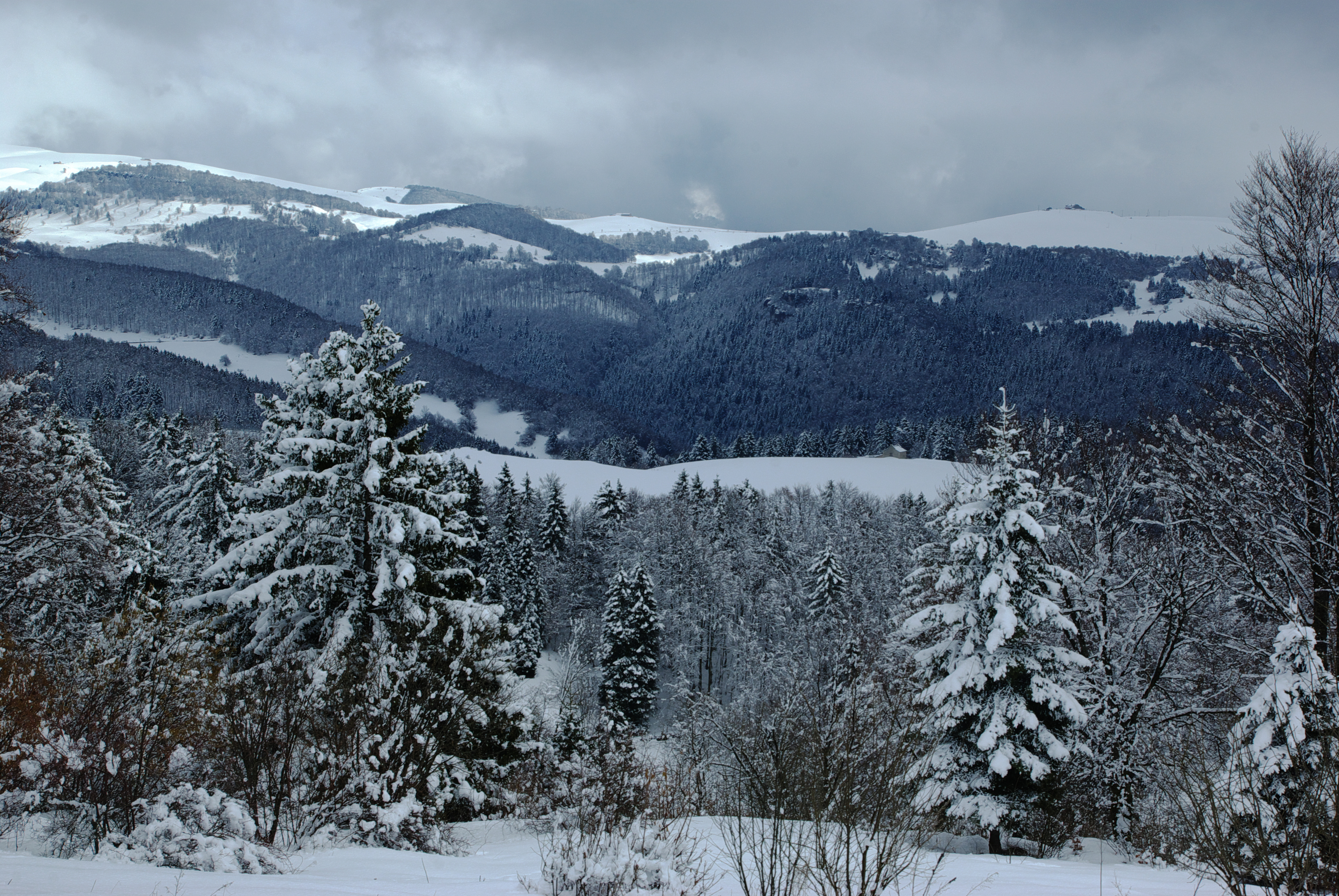
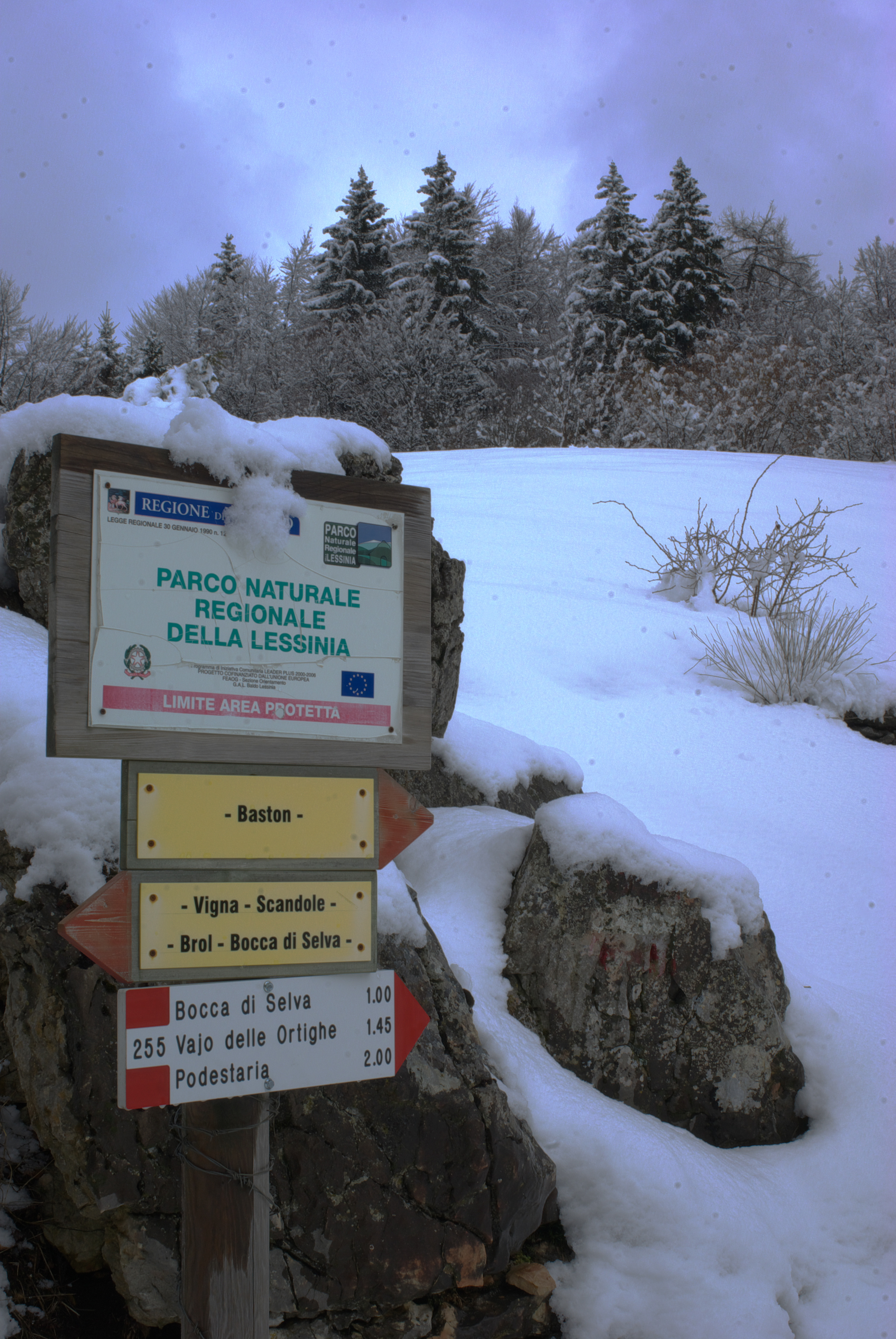
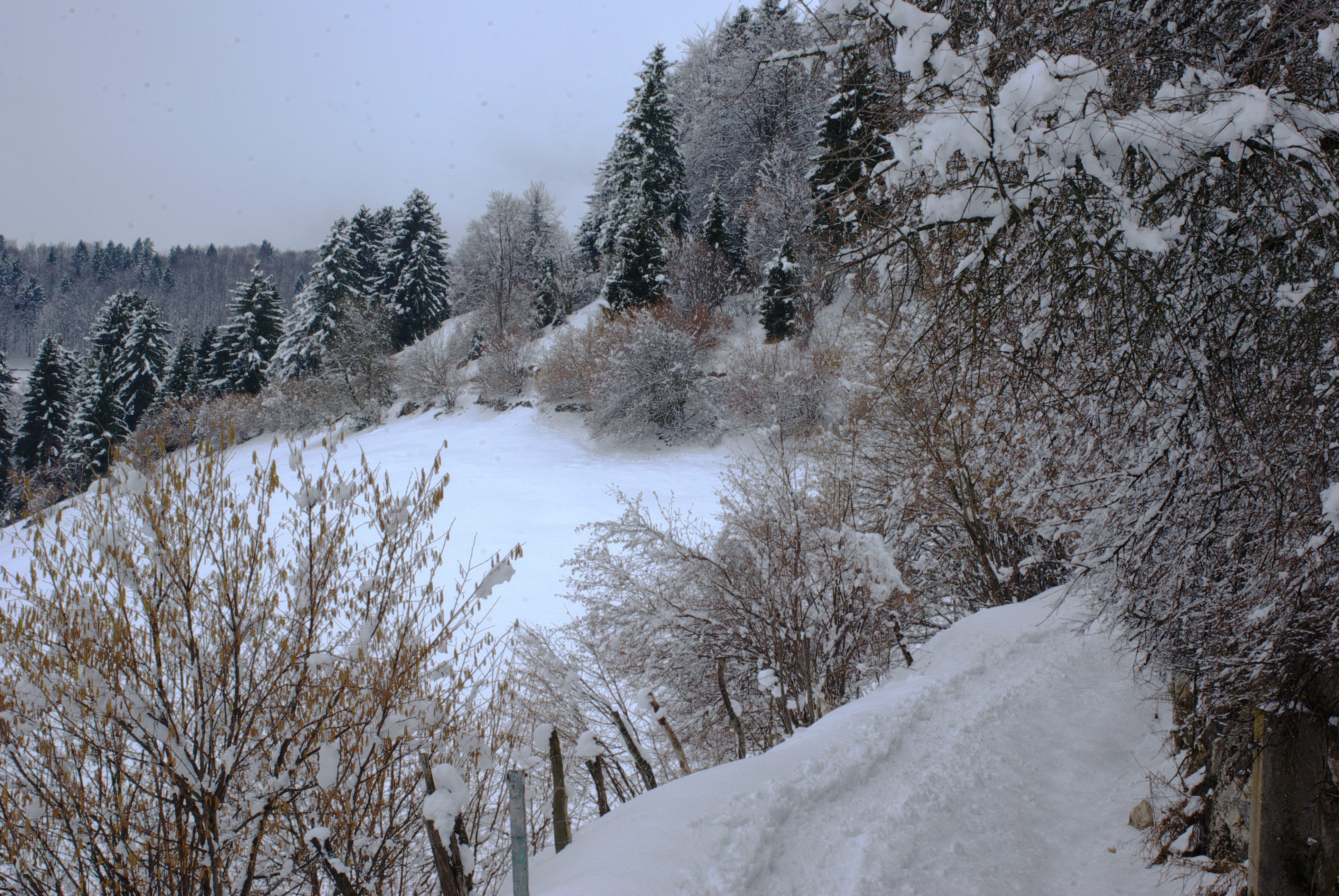
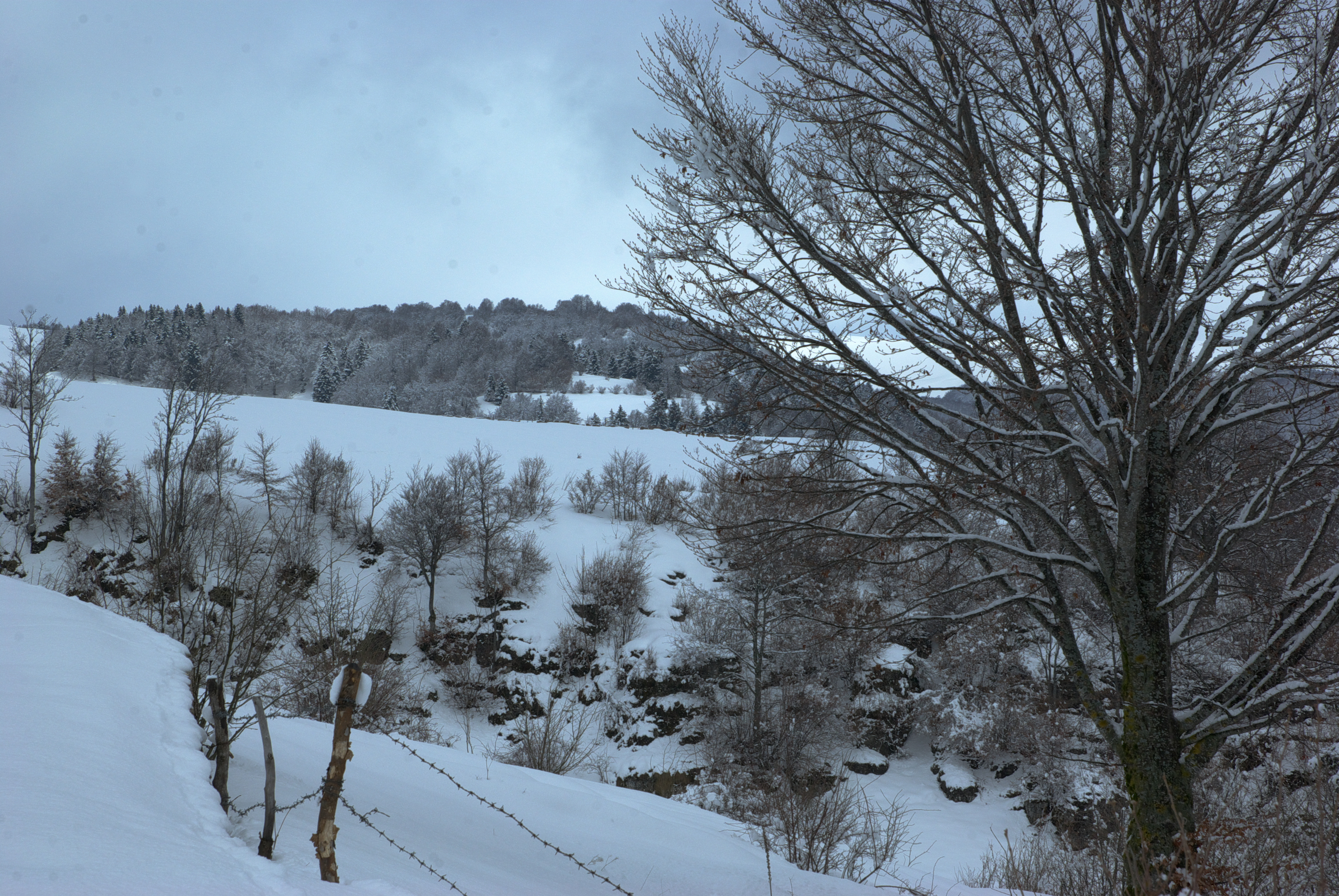
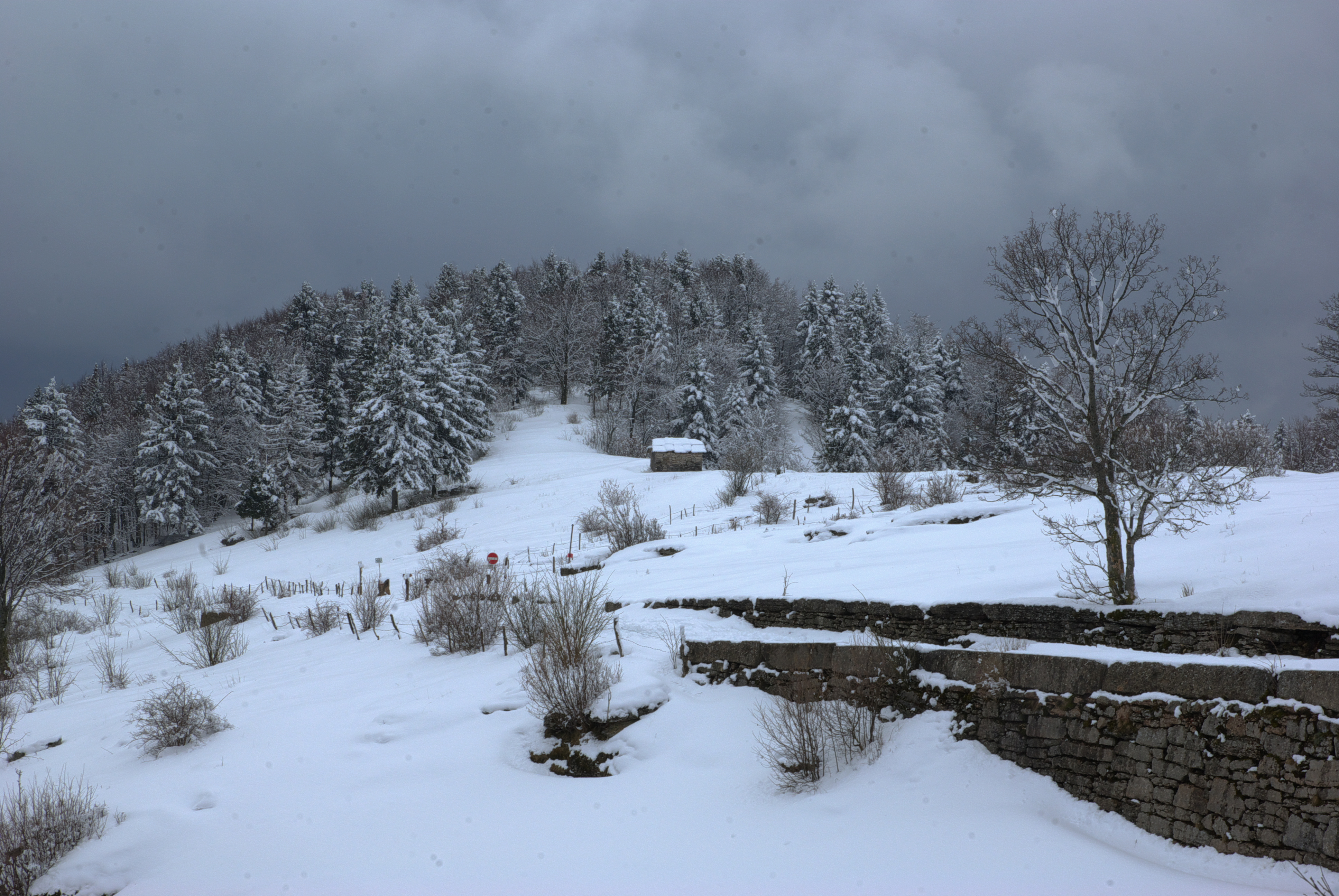
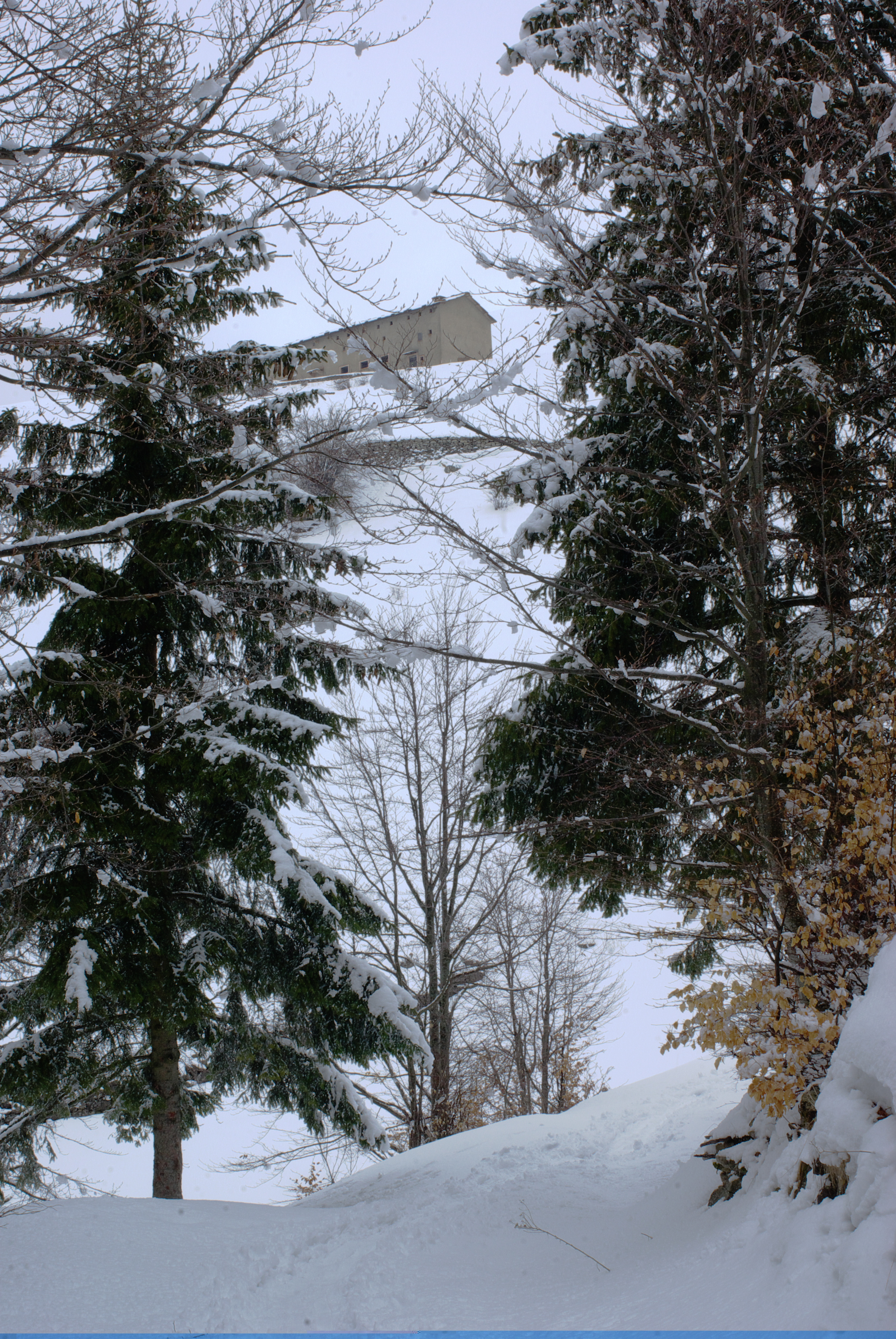